# Nokia 6600
Nokia 6600 là chiếc điện thoại di động được ra mắt vào quý 2 năm 2003, với giá bán khi đó là khoảng 600 €. Đây là sản phẩm cao cấp cuối cùng dòng điện thoại 6xxx. Khi mới xuất hiện, nó được coi là chiếc điện thoại tiên tiến nhất của Nokia. Nokia 6600 là điện thoại thông minh (smartphone) chạy trên nền tảng hệ điều hành Symbian OS dựa theo Nokia Series 60. Một số sản phẩm khác được chế tạo sau này của Nokia cũng có cùng tên với Nokia 6600 là Nokia 6600 fold và Nokia 6600 slide. Nokia 6600 có một biến thể khác là Nokia 6620, chiếc điện thoại được chế tạo riêng cho thị trường Hoa Kỳ.
Trong những phiên bản đầu tiên được tung ra thị trường, một số chiếc đã gặp phải vấn đề với phần mềm khi chúng hoạt động không ổn định, nhưng sau đó đã có những biện pháp khác phục từ nhà sản xuất. Nokia 6600 có 2 màu trắng và đen. Sau này xuất hiện thêm phiên bản màu xanh, trắng và hồng nhằm mục đích quảng cáo.
Chiếc điện thoại được Nokia chính thức ngừng sản xuất vào năm 2007. Tại thị trường Ấn Độ, Nokia 6600 đã là chiếc điện thoại được ưa chuộng nhất trong nhiều năm.

## Tính năng
- Máy ảnh kỹ thuật số (VGA 640x480)
- Chức năng quay video hỗ trợ âm thanh
- Kết nối không dây với Bluetooth và Hồng ngoại
- Bộ nhớ trong 6 MB
- Hỗ trợ thẻ nhớ ngoài
- Java MIDP 2.0 và ứng dụng cho Symbian(series 60)
- Đồng bộ dữ liệu với máy tính qua PC Suite và iSync
- Hỗ trợ 3 băng tầng Văn bản liên kếtGSM E900/1800/1900
- ARM compatible (ARM4T architecture)
- Hệ điều hành Symbian 7.0s
- CPU chạy với tốc độ 104 MHz
- Màn hình TFT 176x208 (65,536 màu)
- Phím điều khiển 5 chiều
- HSCSD và GPRS, kết nối internet/WAP

## Nokia 6600 trên phim ảnh và trên MV ca nhạc
Nokia 6600 được xuất hiện trong một số bộ phim:
- Cellular (2004), được nam diễn viên Chris Evans' sử dụng
- Silver Hawk (2004)
- Transporter 2 (2005)
- Aamir (2008), được nhân vật chính sử dụng
- Kidnap (2008), do diễn viên Imran Khan's sử dụng
- Manmathan (2004), diễn viên Silambarasan's sử dụng
- Flight of the Conchords-A Texan Odyssey (2006)(Doco), chiếc điện thoại được đặt trên một chiếc bàn.

Và còn được xuất hiện trong một số MV ca nhạc:
- Dĩ vãng cuộc đời - Trương Đan Huy
- Nắng xuân - Trần Tâm ft. Như Ý